# Marcelo Silvera
Marcelo Raúl Silvera Badalá, (Montevideo, 13 de noviembre de 1958 - Colonia del Sacramento, 15 de mayo de 2014) fue un cantante y compositor uruguayo.

## Biografía
Comienza sus estudios vocales con la soprano Socorrito Villegas y Helena Bordoni, la mezzosoprano Elida Grandall y con Nelly Pacheco en el conservatorio W. Kolischer.
Debutó en 1970 en el Teatro Solís con el coro del centro gallego dirigido por Pepé Fernández y el gaitero "Pichell". En 1973 pasa a integrar el Teatro de la Zarzuela de Montevideo. Actuó en distintos escenarios, comenzando a ser reconocido fuera de Montevideo.
Fue acompañado por las orquestas del Maestro Sergio Squerre y los Reyes del Ritmo, Pedro Zalkind y el Último Trío, Tango Trío y el maestro César Zagnoli. También le acompañaron los guitarristas Julio Cobelli y Domingo Spano, Mario Díaz, Mario Núñez Iordi, Ledo Urrutia, el primer bandoneonista Edison Bordón, los pianistas Julio Olivera (Cachuso), Ceferino Alburquerque (Chichito), Yuyo Diconcilio y el maestro Jumbo Lujambio con quien graba su trabajo "Cristal".
Hasta que decide radicarse en el Departamento de Colonia, fue integrante del elenco estable de Fundación Tango, donde fue convocado por su presidenta, Edris Alonso Lanne  (periodista y escritora), que le da la oportunidad de destacarse actuando en todas las salas de Montevideo y parte del interior.
Una de sus últimas actuaciones fue en Melo, de la mano del Maestro Sergio Squerre junto con la dama del tango la señora Olga Delgrossi, el actor Juan Jones y elenco en "Nostalgeses", auspiciado por la Intendencia Municipal de Montevideo, el Ministerio de Educación y Cultura, las embajadas de Estados Unidos, Japón, Perú, México y Francia.
Compartió escenarios con los cantantes Nancy De’vita, Elsa Morán, Lágrima Ríos, Virginia Berro Villegas, Alberto Rivero, Miguel Ángel Maidana, Ledo Urrutia, Daniel Cortés, Ricardo Olivera, Néstor Spindola, Nelson Pino y su desaparecido amigo Gustavo Nochetti, entre otros.
En el Hotel Carrasco actuó como maestro de ceremonias en la fiesta de la emisora Gardel F.M., cantando con los Reyes del ritmo.
En el año 1998 se retiró de Montevideo y es homenajeado en el viejo Café Sorocabana donde se le hace entrega de una plaqueta por su trayectoria ininterrumpida, donde desfilan figuras como El Maestro Scardarelo y su conjunto de Jazz, los Reyes del Ritmo, Tango Trío, Edison Bordón e infinidad de intérpretes. La conducción estuvo a cargo del Showman Humberto de Vargas.
En Colonia Valdense participó en distintos espectáculos con el grupo Alternativa y Alma y vida. También en distintos eventos en Colonia Suiza, Rosario, La Paz, Flores, Nueva Palmira, San José por la intendencia de Colonia.
Impartió clases de canto en la Casa de la Cultura de Colonia del Sacramento.
Fue presidente de jurado por los certámenes departamentales por 3 años consecutivos 2002, 2003, 2004 por IMC. Actuó en la semana cultural de Colonia, en la Plaza Mayor, por Secretaría de turismo de la IMC y también en la clausura del certamen departamental 2003 en la sede de AFE.
En abril de 2003 se presentó en el Teatro Bastión del Carmen en el espectáculo "Nostalgias de otoño", conmemorando sus 30 años con la música.
En 2004 y 2005 actuó en distintos lugares de la ciudad de Colonia como son “Blanco y Negro”, “Parrillada el Barrio”, “Tangon”.
En 2005 fue convocado por José Pedro Cerisola para presentar su espectáculo acompañado por el maestro Jumbo Lujambio en la estancia turística "San Pedro de Timote" en el departamento de Florida.
Participó en el espectáculo "Pa muestra alcanza un botón", auspiciado por la IMC y el MEC, dirigido por la profesora Lishie Werosch.
En 2009 participó en el espectáculo "Pacto de tango" con Miguel A. Maidana, Alejandra de Negris, Sergio Eduardo con los músicos Daniel Maddalena (piano) y Luis Nuñez (guitarra).
En 2010 actuó con Colonia Tango Trío en la Plaza Mayor en el día del patrimonio. El 11 y 12 de junio del mismo año dirigió y produjo un espectáculo en conmemoración del mes de Carlos Gardel, con Olga Delgrossi, Anselmo 'Tito' Lalanne y los músicos Luis Nuñez, César Morales y Daniel Maddalena, auspiciado por la IMC y Casa de la Cultura.
El 23 de abril de 2011, semana de turismo en Colonia, presentó su espectáculo en el muelle viejo "Ex Yachting" auspiciado por Coloniamueve Intendencia de Colonia y Uruguay Natural.
Preparó el libro Un paso en falso (género policial) y un anecdotario donde cuenta sus encuentros con figuras como Juana de Ibarbourou, Serafín J. García, Osiris Rodríguez Castillos, Pintín Castellanos, Amalia de la Vega, China Zorrilla, Libertad Lamarque, Flor de María Rodríguez de Ayestarán, Alfredo Zitarrosa, Martha Gularte y Roberto “Chueco” Figueroa (su padrino), entre otros. Integra "Colonia Tango Trío", participando de las veladas de tango en el "Club Colonia".
Falleció el 15 de mayo de 2014 a la edad de 55 Años.

## Discografía
- Cristal (1995)
- Música para todos (2006)
- Colonia Tango Trío. Marcelo Silvera 40 años con la música (2010)
- Recopilación actuaciones en vivo 2013 Vol.1 (2013)